# حیدرآباد (سند)

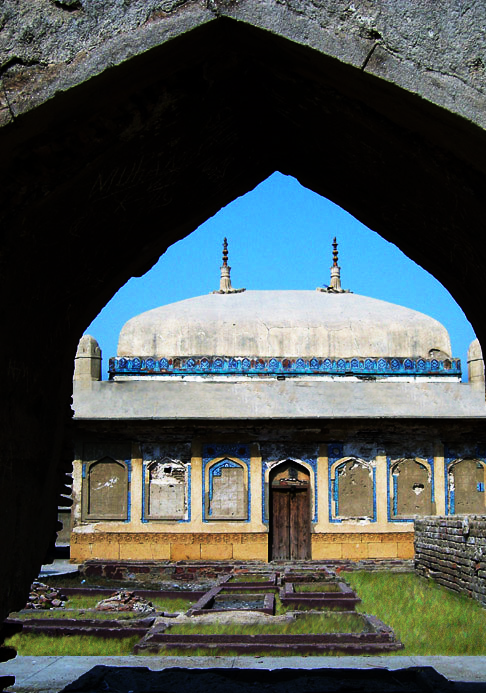
آرامگاه میر در حیدرآباد

حیدرآباد یکی از شهرهای استان سند در کشور پاکستان است. این شهر در گذشته به نام «نرون کوت» شناخته می‌شد.
حیدرآباد در گذشته مرکز استان سند بود و لقب «شهر عطرها» را داشت. هم‌اکنون مرکز ناحیه حیدرآباد است. این شهر پیش از تشکیل کشور پاکستان «پاریس هند» نامیده می‌شد، چرا که خیابان‌های آن هر روز با عطر شستشو داده می‌شد.
این شهر با جمعیت ۱٬۴۲۳٬۹۱۹ نفر (در سال ۲۰۰۷) دومین شهر بزرگ استان سند و هشتمین شهر بزرگ پاکستان است. جمعیت این شهر در سال ۲۰۰۰، بالغ بر ۱٬۳۴۸٬۲۸۸ بود.